# Quark economia
Quark economia - Viaggio in un mondo che cambia è stato un programma televisivo italiano incentrato sull'economia, derivato da Quark e come quest'ultimo ideato, curato e condotto da Piero Angela. Il programma andò in onda su Raiuno in quattordici puntate dal 15 ottobre 1986 al 19 febbraio 1987, andando a sostituire Quark per una stagione.

## Descrizione e trasmissione
Il programma, con una gestazione di circa nove mesi, si proponeva di spiegare al pubblico generalista i meccanismi che regolavano la finanza contemporanea usando gli strumenti tipici di Quark: un linguaggio chiaro e semplice e l'aiuto di servizi a cartoni animati realizzati da Bruno Bozzetto e animazioni grafiche a cura di Italo Burrascano. In ogni puntata, di durata inferiore a quelle di Quark (tra i venti e i venticinque minuti), si affrontava un tema diverso. Per la realizzazione del programma, Angela si avvalse della collaborazione di alcuni esperti: Umberto Colombo, Giuseppe De Rita, Paolo Savona, Paolo Sylos Labini, Tommaso Padoa-Schioppa e lo Studio Ambrosetti di Milano.
L'inizio della trasmissione era originariamente previsto per martedì 7 ottobre 1986 in seconda serata, ma fu spostato al mercoledì della settimana successiva a causa di un ampliamento del programma di prima serata Ottantasei (spin-off di Fantastico); ciò permise tuttavia a Quark economia di venire trasmesso a sua volta in prima serata. La trasmissione in prima serata continuò settimanalmente fino al 17 dicembre 1986, salvo sospensioni o slittamenti a causa di eventi sportivi e simili, mentre per il 1987 il programma fu spostato definitivamente in seconda serata.

## Puntate
| Nº | Titolo                        | Data             |
| -- | ----------------------------- | ---------------- |
| 1  | Un pianeta in trasformazione  | 15 ottobre 1986  |
| 2  | La tecnologia della ricchezza | 22 ottobre 1986  |
| 3  | Le sorprese della tecnologia  | 29 ottobre 1986  |
| 4  | Due esempi di complessità     | 5 novembre 1986  |
| 5  | L'impresa di domani           | 12 novembre 1986 |
| 6  | Il posto                      | 19 novembre 1986 |
| 7  | Il villaggio mondiale         | 3 dicembre 1986  |
| 8  | Bilance e bilanci             | 17 dicembre 1986 |
| 9  | Questo nostro deficit         | 7 gennaio 1987   |
| 10 | La rivoluzione finanziaria    | 14 gennaio 1987  |
| 11 | Dentro la borsa               | 21 gennaio 1987  |
| 12 | Adattarsi per crescere        | 28 gennaio 1987  |
| 13 | L'investimento mentale        | 12 febbraio 1987 |
| 14 | Gestire il sistema            | 19 febbraio 1987 |

## Accoglienza
Il programma fu ben accolto da Alberto Bevilacqua, che gli assegnò un 7+ scrivendo: "Ci fa piacere constatare che Angela si dimostra convincente, chiaro e civile – insomma, un eccellente conduttore televisivo – anche fuori dai confini sconfinati che gli sono abituali: direi in campo opposto". Quark economia ebbe anche un buon riscontro in termini di ascolti; la prima puntata, ad esempio, fu seguita da una media di 6 250 000 spettatori con picchi di 15 milioni, mentre la terza, slittata in seconda serata a causa della finale del Campionato europeo di calcio Under-21 1986, fu seguita da una media di 4 milioni di spettatori con picchi di 5 milioni.

## Altri media
Nel dicembre 1986 fu pubblicato un saggio tratto dal programma, sempre ad opera di Angela, intitolato Quark economia. Per capire un mondo che cambia ed edito da Garzanti.